# 无芒隐子草
无芒隐子草（学名：Cleistogenes songorica）为禾本科隐子草属下的一个种。其种加词“songorica”意为“准噶尔的”。